# Temporada 2023-2024 de la Liga ABE
El Torneo 2023-2024 fue la decimoprimera edición del torneo de basquetbol estudiantil en México organizado por la Asociación de Básquetbol Estudiantil.
La temporada regular de la temporada 2023-2024 arrancó el viernes 22 de septiembre de 2023 y culminó el sábado 14 de abril de 2024. Los playoffs, conocidos como "Ocho Grandes" se disputaron en el "Nido del Halcón" de la Universidad Veracruzana.

## Ascensos y descensos

### Femenil
La División I Femenil se mantuvo con 14 equipos al haberse consumado dos descensos y ascensos durante la Temporada 2022-2023 de la Liga ABE.
| Pos. | Descendidas a División II             |
| ---- | ------------------------------------- |
| 13.º | Universidad de las Américas de Puebla |
| 14.º | Universidad De La Salle Bajío         |

| Pos. | Ascendidas de División II        |
| ---- | -------------------------------- |
| 1.º  | Universidad Interamericana       |
| 2.º  | Universidad Autónoma de Coahuila |

### Varonil
Esta temporada se consumó el periodo de expansión de la División I Varonil, pues finalmente se alcanzaron los 18 equipos que había presupuestado tener la Liga.
| Pos. | Descendidos a División II                                               |
| ---- | ----------------------------------------------------------------------- |
| 17.º | Instituto Tecnológico y de Estudios Superiores de Monterrey Campus León |

| Pos. | Ascendidos de División II |
| ---- | ------------------------- |
| 1.º  | Universidad Montrer       |
| 2.º  | Universidad Veracruzana   |

## Sistema de competición
El torneo se dividió en dos etapas, la temporada regular, donde un equipo juega contra todos dos encuentros, uno como local y uno más como visitante. Los primeros ocho equipos clasificados en la tabla general consiguen el derecho de disputar el torneo Ocho Grandes. 
Los equipos que consiguen clasificarse al Ocho Grandes, se enfrentan en formato de eliminación directa comenzando en cuartos de final en una sola sede para definir al campeón de cada categoría.

## Equipos participantes
Esta edición de la Liga ABE contó con la participación de 14 equipos en la División I Femenil y 17 en la División I Varonil. Además, 33 equipos la División II Femenil y 41 en la División II Varonil.

### Femenil
| Equipo                      | Universidad                                                 | Campus           | Entrenador                       |
| División I                  | División I                                                  | División I       | División I                       |
| --------------------------- | ----------------------------------------------------------- | ---------------- | -------------------------------- |
| Águilas UPAEP               | Universidad Popular Autónoma del Estado de Puebla           | Puebla           | Javier Alonso Ceniceros González |
| Borregas Tec CEM            | Instituto Tecnológico y de Estudios Superiores de Monterrey | Estado de México | Iván Sealtiel Olano Ortega       |
| Borregas Tec Guadalajara    | Instituto Tecnológico y de Estudios Superiores de Monterrey | Guadalajara      | Abel Levy Magaña                 |
| Borregas Tec Hidalgo        | Instituto Tecnológico y de Estudios Superiores de Monterrey | Hidalgo          | Deny Alejandro Araizaga Vázquez  |
| Borregas Tec Monterrey      | Instituto Tecnológico y de Estudios Superiores de Monterrey | Monterrey        | Sandra Janeth Rosales Ávila      |
| Borregas Tec Querétaro      | Instituto Tecnológico y de Estudios Superiores de Monterrey | Querétaro        | José Luis Banda Sánchez          |
| Borregas Tec Toluca         | Instituto Tecnológico y de Estudios Superiores de Monterrey | Toluca           | Luis Carlos Cuenca Medina        |
| Halconas Inter              | Universidad Interamericana                                  | Puebla           | José Manuel Ordaz Cossio         |
| Leonas Anáhuac México Norte | Universidad Anáhuac México                                  | Ciudad de México | Roberto Horacio Rojas González   |
| Linces UVM Querétaro        | Universidad del Valle de México                             | Querétaro        | David Rodríguez Rodríguez        |
| Lobas UAdeC                 | Universidad Autónoma de Coahuila                            | Saltillo         | Juan García Martínez             |
| Tigrillas UANL              | Universidad Autónoma de Nuevo León                          | Monterrey        | Guillermo Torres Salinas         |
| Modelistas Modelo           | Universidad Modelo                                          | Mérida           | Jonathan Ricardo Villegas Flores |
| Zorras CETYS Tijuana        | CETYS Universidad                                           | Tijuana          | César Edmundo Valencia García    |

### Varonil
| Equipo                   | Universidad                                                 | Campus               | Entrenador                       |
| División I               | División I                                                  | División I           | División I                       |
| ------------------------ | ----------------------------------------------------------- | -------------------- | -------------------------------- |
| Águilas UPAEP            | Universidad Popular Autónoma del Estado de Puebla           | Puebla               | Javier Alonso Ceniceros González |
| Aztecas UDLAP            | Universidad de las Américas de Puebla                       | Puebla               | Eric Abdu Martin                 |
| Borregos Tec Guadalajara | Instituto Tecnológico y de Estudios Superiores de Monterrey | Guadalajara          | Oscar Arturo Castellanos García  |
| Borregos Tec Hidalgo     | Instituto Tecnológico y de Estudios Superiores de Monterrey | Hidalgo              | Tomás Rafael Canizalez Moreno    |
| Borregos Tec Monterrey   | Instituto Tecnológico y de Estudios Superiores de Monterrey | Monterrey            | Mario Alberto Moreno Escobedo    |
| Borregos Tec Puebla      | Instituto Tecnológico y de Estudios Superiores de Monterrey | Puebla               | Daniel Omar Ojeda García         |
| Borregos Tec Toluca      | Instituto Tecnológico y de Estudios Superiores de Monterrey | Toluca               | Luis Carlos Cuenca Medina        |
| Gallos CEU               | Centro de Estudios Universitarios                           | Monterrey            | Juan Héctor Santos Roiz          |
| Halcones Inter           | Universidad Interamericana                                  | Puebla               | José Manuel Ordaz Cossio         |
| Halcones UV              | Universidad Veracruzana                                     | Xalapa               | Néstor Hernández Flores          |
| Leones Anáhuac Querétaro | Universidad Anáhuac                                         | Querétaro            | César Alejandro Hernández Flores |
| Panteras Montrer         | Universidad Montrer                                         | Morelia              | José Heladio Sánchez Medina      |
| Panteras UP Guadalajara  | Universidad Panamericana                                    | Guadalajara          | Víctor Manuel Benítez Fernández  |
| Panteras UP México       | Universidad Panamericana                                    | Ciudad de México     | Omar Pérez Rangel                |
| Pumas UNAM               | Universidad Nacional Autónoma de México                     | Ciudad Universitaria | Daniel Gómez León                |
| Tigres UANL              | Universidad Autónoma de Nuevo León                          | Monterrey            | Federico Sánchez Domínguez       |
| Tigres Blancos UMAD      | Universidad Madero                                          | Puebla               | Juan Manuel Solano Cabrera       |
| Zorros CETYS Mexicali    | CETYS Universidad                                           | Mexicali             | Carlos Manuel Arenas Beltrán     |

## Tabla general

### División I Femenil
|                                             | Equipo                     | JJ | JG | JP | PTS |
| ------------------------------------------- | -------------------------- | -- | -- | -- | --- |
| 1.                                          | Tec Monterrey              | 26 | 24 | 2  | 50  |
| 2.                                          | UPAEP                      | 26 | 21 | 5  | 47  |
| 3.                                          | CETYS Tijuana              | 26 | 19 | 7  | 45  |
| 4.                                          | UANL                       | 26 | 19 | 7  | 45  |
| 5.                                          | Tec CEM                    | 26 | 17 | 9  | 43  |
| 6.                                          | Tec Guadalajara            | 26 | 16 | 10 | 41  |
| 7.                                          | Tec Hidalgo                | 26 | 14 | 12 | 40  |
| 8.                                          | Anáhuac Norte              | 26 | 12 | 14 | 38  |
| 9.                                          | UVM Querétaro              | 26 | 10 | 16 | 36  |
| 10.                                         | Universidad Modelo         | 26 | 10 | 16 | 36  |
| 11.                                         | Tec Toluca                 | 26 | 8  | 18 | 34  |
| 12.                                         | Universidad Interamericana | 26 | 7  | 19 | 33  |
| 13.                                         | UAdeC                      | 26 | 3  | 23 | 29  |
| 14.                                         | Tec Querétaro              | 26 | 2  | 24 | 28  |
| Fuente: Posiciones ABE                      |                            |    |    |    |     |
| Fecha de actualización: 15 de abril de 2024 |                            |    |    |    |     |

|  | Clasifican a los Ocho Grandes. |
|  | Descienden a División II.      |

### División I Varonil
|                                             | Equipo                     | JJ | JG | JP | PTS |
| ------------------------------------------- | -------------------------- | -- | -- | -- | --- |
| 1.                                          | UMAD                       | 34 | 28 | 6  | 62  |
| 2.                                          | CEU                        | 34 | 27 | 7  | 61  |
| 3.                                          | UPAEP                      | 34 | 25 | 9  | 59  |
| 4.                                          | UDLAP                      | 34 | 25 | 9  | 59  |
| 5.                                          | Tec Hidalgo                | 34 | 24 | 10 | 58  |
| 6.                                          | Tec Puebla                 | 34 | 23 | 11 | 57  |
| 7.                                          | Tec Toluca                 | 34 | 23 | 11 | 57  |
| 8.                                          | Universidad Interamericana | 34 | 19 | 15 | 53  |
| 9.                                          | UP CDMX                    | 34 | 18 | 16 | 52  |
| 10.                                         | UANL                       | 34 | 16 | 18 | 50  |
| 11.                                         | CETYS Mexicali             | 34 | 14 | 20 | 48  |
| 12.                                         | Tec Monterrey              | 34 | 14 | 20 | 48  |
| 13.                                         | Anáhuac Querétaro          | 34 | 13 | 21 | 46  |
| 14.                                         | Tec Guadalajara            | 34 | 13 | 21 | 46  |
| 15.                                         | Montrer                    | 34 | 10 | 24 | 43  |
| 16.                                         | UNAM                       | 34 | 8  | 26 | 42  |
| 17.                                         | UP Guadalajara             | 34 | 5  | 29 | 39  |
| 18.                                         | UV Xalapa                  | 34 | 1  | 33 | 35  |
| Fuente: Posiciones ABE                      |                            |    |    |    |     |
| Fecha de actualización: 15 de abril de 2024 |                            |    |    |    |     |

|  | Clasifican a los Ocho Grandes. |
|  | Descienden a División II.      |

## Ocho Grandes
El 28 de agosto de 2023, la Asociación de Basquetbol Estudiantil (ABE), a través de su director general Yair Olano, presentó en conferencia de prensa, que se realizó en el gimnasio el “Nido del Halcón” todos los detalles de la Temporada 2023-24 de la Liga ABE, y en conjunto con la titular de la Dirección de Actividades Deportivas de la Universidad Veracruzana, Maribel Barradas, se develó el logotipo de los Ocho Grandes UV 2024, la fase final de la temporada en la División I femenil y varonil, donde la Universidad Veracruzana fue designada como anfitriona de la fiesta del basquetbol universitario de México del 21 al 27 de abril de 2024.

### Rama Femenil
|  | Cuartos de final | Cuartos de final | Cuartos de final |               |    | Semifinales   | Semifinales | Semifinales |   |              | 3.º Lugar     | 3.º Lugar     | 3.º Lugar   |  |
|  | 22 de abril      | 22 de abril      | 22 de abril      |               |    | 24 de abril   | 24 de abril | 24 de abril |   |              | 26 de abril   | 26 de abril   | 26 de abril |  |
|  |                  |                  |                  |               |    |               |             |             |   |              |               |               |             |  |
|  |                  |                  |                  |               |    |               |             |             |   |              |               |               |             |  |
|  | 4                | UANL             | 66               |               |    |               |             |             |   |              |               |               |             |  |
|  | 4                | UANL             | 66               |               |    |               |             |             |   |              |               |               |             |  |
|  | 5                | Tec CEM          | 48               |               |    |               |             |             |   |              |               |               |             |  |
|  | 5                | Tec CEM          | 48               |               | 5  | UANL          | 42          |             |   |              |               |               |             |  |
|  |                  |                  |                  |               | 5  | UANL          | 42          |             |   |              |               |               |             |  |
|  |                  |                  | 1                | Tec Monterrey | 70 |               |             |             |   |              |               |               |             |  |
|  | 1                | Tec Monterrey    | 1                | Tec Monterrey | 70 | 79            |             |             |   |              |               |               |             |  |
|  | 1                | Tec Monterrey    |                  |               |    |               |             |             |   |              |               |               |             |  |
|  | 8                | Anáhuac Norte    | 49               |               |    |               |             |             |   |              |               |               |             |  |
|  | 8                | Anáhuac Norte    | 49               |               |    |               |             |             |   | 1            | Tec Monterrey | 61            |             |  |
|  |                  |                  |                  |               |    |               |             |             |   | 1            | Tec Monterrey | 61            |             |  |
|  |                  |                  | 2                | UPAEP         | 55 |               |             |             |   |              |               |               |             |  |
|  | 3                | CETYS Tijuana    | 2                | UPAEP         | 55 | 81            |             |             |   |              |               |               |             |  |
|  | 3                | CETYS Tijuana    |                  |               |    |               |             |             |   |              |               |               |             |  |
|  | 6                | Tec Guadalajara  | 61               |               |    |               |             |             |   |              |               |               |             |  |
|  | 6                | Tec Guadalajara  | 61               |               | 3  | CETYS Tijuana | 71          |             |   | Tercer lugar | Tercer lugar  | Tercer lugar  |             |  |
|  |                  |                  |                  |               | 3  | CETYS Tijuana | 71          |             |   | Tercer lugar | Tercer lugar  | Tercer lugar  |             |  |
|  |                  |                  | 2                | UPAEP         | 77 |               |             |             |   |              |               |               |             |  |
|  | 2                | UPAEP            | 2                | UPAEP         | 77 | 79            |             |             | 4 | UANL         | 56            |               |             |  |
|  | 2                | UPAEP            |                  |               |    |               |             |             | 4 | UANL         | 56            |               |             |  |
|  | 7                | Tec Hidalgo      | 49               |               |    |               |             |             |   |              | 3             | CETYS Tijuana | 71          |  |
|  | 7                | Tec Hidalgo      | 49               |               |    |               |             |             |   |              | 3             | CETYS Tijuana | 71          |  |
|  |                  |                  |                  |               |    |               |             |             |   |              |               |               |             |  |

#### Final
| 26 de abril de 2024 | Tec Monterrey                                                                  | 61–55                                | UPAEP                                                               | Xalapa, Veracruz                                                                                           |  |
| 20:00               | Parciales: 16-16, 24-16, 12-11, 9-12                                           | Parciales: 16-16, 24-16, 12-11, 9-12 | Parciales: 16-16, 24-16, 12-11, 9-12                                | |  |
|                     | Estadísticas Karina Esquer (21) Anisa Jeffries (14) A. Jeffries, K. Esquer (3) | Reporte Pts Reb Asts                 | Estadísticas (15) Gabriela Sánchez (12) Diana Cano (3) Ángel Fierro | Pabellón: Gimnasio Nido del Halcón Asistencia: 100 espectadores Árbitros: M. Navarrete H. Cepeda R. Ubaldo |  |

El equipo ideal estuvo conformado por las siguientes jugadoras:
- Karina Esquer (Tec Monterrey)
- Anisa Jeffries (Tec Monterrey). Fue elegida como la MVP del torneo.
- Ángela Carrasco (UANL)
- Nahomi López (CETYS Tijuana)
- Gabriela Sánchez (UPAEP)

### Rama Varonil
|  | Cuartos de final | Cuartos de final  | Cuartos de final |            |    | Semifinales | Semifinales | Semifinales |   |              | 3.º Lugar    | 3.º Lugar    | 3.º Lugar   |  |
|  | 23 de abril      | 23 de abril       | 23 de abril      |            |    | 25 de abril | 25 de abril | 25 de abril |   |              | 27 de abril  | 27 de abril  | 27 de abril |  |
|  |                  |                   |                  |            |    |             |             |             |   |              |              |              |             |  |
|  |                  |                   |                  |            |    |             |             |             |   |              |              |              |             |  |
|  | 4                | UDLAP             | 67               |            |    |             |             |             |   |              |              |              |             |  |
|  | 4                | UDLAP             | 67               |            |    |             |             |             |   |              |              |              |             |  |
|  | 5                | Tec Hidalgo       | 78               |            |    |             |             |             |   |              |              |              |             |  |
|  | 5                | Tec Hidalgo       | 78               |            | 5  | Tec Hidalgo | 58          |             |   |              |              |              |             |  |
|  |                  |                   |                  |            | 5  | Tec Hidalgo | 58          |             |   |              |              |              |             |  |
|  |                  |                   | 1                | UMAD       | 67 |             |             |             |   |              |              |              |             |  |
|  | 1                | UMAD              | 1                | UMAD       | 67 | 47          |             |             |   |              |              |              |             |  |
|  | 1                | UMAD              |                  |            |    |             |             |             |   |              |              |              |             |  |
|  | 8                | U. Interamericana | 44               |            |    |             |             |             |   |              |              |              |             |  |
|  | 8                | U. Interamericana | 44               |            |    |             |             |             |   | 1            | UMAD         | 63           |             |  |
|  |                  |                   |                  |            |    |             |             |             |   | 1            | UMAD         | 63           |             |  |
|  |                  |                   | 7                | Tec Toluca | 46 |             |             |             |   |              |              |              |             |  |
|  | 3                | UPAEP             | 7                | Tec Toluca | 46 | 79          |             |             |   |              |              |              |             |  |
|  | 3                | UPAEP             |                  |            |    |             |             |             |   |              |              |              |             |  |
|  | 6                | Tec Puebla        | 77               |            |    |             |             |             |   |              |              |              |             |  |
|  | 6                | Tec Puebla        | 77               |            | 3  | UPAEP       | 61          |             |   | Tercer lugar | Tercer lugar | Tercer lugar |             |  |
|  |                  |                   |                  |            | 3  | UPAEP       | 61          |             |   | Tercer lugar | Tercer lugar | Tercer lugar |             |  |
|  |                  |                   | 7                | Tec Toluca | 76 |             |             |             |   |              |              |              |             |  |
|  | 2                | CEU               | 7                | Tec Toluca | 76 | 77          |             |             | 5 | Tec Hidalgo  | 76           |              |             |  |
|  | 2                | CEU               |                  |            |    |             |             |             | 5 | Tec Hidalgo  | 76           |              |             |  |
|  | 7                | Tec Toluca        | 81               |            |    |             |             |             |   |              | 3            | UPAEP        | 67          |  |
|  | 7                | Tec Toluca        | 81               |            |    |             |             |             |   |              | 3            | UPAEP        | 67          |  |
|  |                  |                   |                  |            |    |             |             |             |   |              |              |              |             |  |

#### Final
| 27 de abril de 2024 | UMAD                                                                       | 63–46                                | Tec Toluca                                                                 | Xalapa, Veracruz                                                                                         |  |
| 20:00               | Parciales: 17-11, 10-16, 16-9, 20-10                                       | Parciales: 17-11, 10-16, 16-9, 20-10 | Parciales: 17-11, 10-16, 16-9, 20-10                                       | |  |
|                     | Estadísticas Óscar Romero (21) P. Andrade, J. Ocampo (8) Aldo Terrazas (3) | Reporte Pts Reb Asts                 | Estadísticas (13) Santiago Monrroy (9) Santiago Monrroy (3) Ramsés Córdova | Pabellón: Gimnasio Nido del Halcón Asistencia: 300 espectadores Árbitros: H. Sánchez A. Cortés F. Torres |  |

El equipo ideal estuvo conformado por los siguientes jugadores:
- Pablo Andrade (UMAD)
- Sadol Martínez (UPAEP)
- Santiago Monroy (Tec Toluca)
- Brandon Robles (Tec Hidalgo)
- Óscar Romero (UMAD). Fue elegido como el MVP del torneo.

## Campeonato Nacional División II

### Rama Femenil
El Campeonato Nacional División II femenil se realizó en el Gimnasio Auditorio Pedro Arrupe S.J. de la Universidad Iberoamericana Torreón del 15 al 20 de marzo de 2024.
Tras conseguir el ascenso a la División I Femenil de la Liga ABE, tanto las Pollitas del Centro de Estudios Universitarios de Monterrey como el Instituto Tecnológico y de Estudios Superiores de Monterrey Campus Aguascalientes se mantuvieron invictas durante la temporada regular y en este juego por el campeonato solo un equipo podría coronarse de manera invicta.
Por primera vez en la historia de la ABE, un juego de la final en la División I y II (femenil o varonil) necesitó de dos tiempos extra para definir a un campeón. Finalmente, el equipo del Tec Aguascalientes se quedó con la victoria dejando el marcador en 94-80. 
El equipo ideal estuvo conformado por Geraldine García (TEC AGS), Karla Del Moral (UAV), Abril Reyes (CEU), Ilse Miranda (TEC AGS) y Citlalli Rosas (UNAM). La Jugadora Más Valiosa del juego de la final fue Isma Valenzuela (TEC AGS).

### Rama Varonil
El Campeonato Nacional DII Varonil 2024 se realizó del 8 al 13 de abril de 2024 en el Gimnasio de la UANE en Saltillo, Coahuila. 
Los Borregos del Instituto Tecnológico y de Estudios Superiores de Monterrey Campus Santa Fe se coronaron campeones derrotando a la Universidad Vasco de Quiroga de Morelia por un marcador final de 69-61. Tanto el Tec CSF como la UVAQ consiguieron el ascenso a la máxima cetegoría del basquetbol universitario de México.
Alejandro Vargas del Tec de Monterrey Campus Santa Fe fue nombrado Jugador Más Valioso (MVP) del torneo por su destacada actuación durante todo el campeonato. En la Gran Final, Vargas aportó 22 puntos y 14 rebotes a la victoria de su equipo. El Equipo Ideal estuvo conformado por: Marcelo Muñoz (UACH), Manuel Bautista (UVAQ), Ramón Alarcón (UANE), Alejandro Vargas (TEC CSF) y Joshua Zamora (UANE).